# کولمار (پنسیلوانیا)
کولمار (به انگلیسی: Colmar) یک منطقهٔ مسکونی در ایالات متحده آمریکا است که در پنسیلوانیا واقع شده‌است. کولمار ۹۶٫۰۱ متر بالاتر از سطح دریا واقع شده‌است.